# カンジンダム
カンジンダムは、沖縄県島尻郡久米島町の地下ダムである。
2010年（平成22年）3月25日にカンジン貯水池として農林水産省のため池百選に選定された。

## 概要
雨水に依存してきた島嶼地域の安定した灌漑を行うために、琉球石灰岩にできた天然の凹地（ウバーレ）を利用して建設された、世界で初めての地表湛水型の地下ダムである。
平成2年度に実施計画調査の採択を受け、平成7年度に着工、2005年（平成17年）に完成した。

## 自然
ダム湖は県指定天然記念物であるクメジマボタルやホタル等の貴重な生息地であり、「久米島ホタル館」と「久米島ホタルの会」が中心となり、サガリバナの植栽やフナの放流等の活動や自然学習の場として活用されている。
また近辺は久米島の渓流・湿地として2008年（平成20年）10月30日にラムサール条約湿地に登録されていてキクザトサワヘビやリュウキュウヤマガメの絶滅危惧種の固有種も多い。